# Homunculus

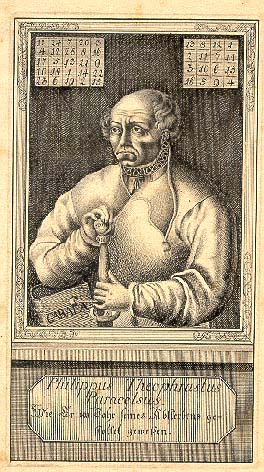
Paracelsus ar fi scris prima dată în lucrările sale despre Homunculus

Homunculus (din latină cu sensul de  "persoană mică") este o reprezentare a unei mici ființe umane (artificiale). A fost popularizat în alchimia secolului al XVI-lea și în lucrările de ficțiune din secolul al XIX-lea. Homunculus se referea la crearea unei miniaturi cu o formă complet umană. Conceptul are rădăcini în teoria preformării sau a preexistenței.
Denumirea homunculus apare prima oară în De natura rerum (1537), lucrări de alchimie atribuite lui Paracelsus (1493-1541).

## Legături externe
- https://dexonline.ro/definitie/homunculus

## Vezi și
- Homunculus (film)
- Mireasa lui Frankenstein